# Gäddtjärnen (Hällesjö socken, Jämtland, 695493-151901)
Gäddtjärnen är en sjö i Bräcke kommun i Jämtland och ingår i Ljungans huvudavrinningsområde. Sjöns area är 0,023 kvadratkilometer och den är belägen 304 meter över havet.